# Једина си вредела
Једина си вредела је дебитанстски албум српског поп певача Саше Коваћевића издат 2006. године за Сити Рекордс. На албуму су радили Бане Опачић и Сергеј Ћетковић. Као песме издвојили су се хитови Једина си вредела, Рука за спас, Лагала ме ил не лагала, за које су снимљени и музички спотови.

## Списак песама
| №  | Назив                  | Текст                  | Музика                 | Трајање |  |
| 1. | Корак до дна           | Бане Опачић            | Бане Опачић            | 3:55    |  |
| 2. | Када ниси ту           | Сергеј Ћетковић        | Сергеј Ћетковић        | 3:25    |  |
| 3. | Једина си вредела      | Бане Опачић            | Бане Опачић            | 4:27    |  |
| 4. | Јасно ко дан           | Сергеј Ћетковић        | Сергеј Ћетковић        | 4:27    |  |
| 5. | Рука за спас           | Бане Опачић            | Бане Опачић            | 3:32    |  |
| 6. | Лагала ме ил не лагала | Бане Оапчић            | Бане Опачић            | 4:00    |  |
| 7. | Пакао и рај            | Зоран Стојановић Ђерза | Раде Ковачевић         | 3:30    |  |
| 8. | Остави ме              | Александра Милутиновић | Александра Милутиновић | 4:03    |  |
| 9. | Не умем са њом         | Бане Опачић            | Бане Опачић            | 4:36    |  |